# Maicel Uibo
Maicel Uibo (Põlva, 27 dicembre 1992) è un multiplista estone, vincitore della medaglia d'argento nel decathlon ai mondiali di Doha 2019.

## Biografia
Si è formato presso l'Università della Georgia di Athens, negli Stati Uniti d'America, città nella quale si allena. Lì ha conosciuto la campionessa olimpica Shaunae Miller, con la quale ha intrattenuto una lunga relazione sentimentale e si è sposato nelle Bahamas nel 2017.
Ha rappresentato l'Estonia ai Giochi olimpici estivi di Rio de Janeiro 2016 dove è giunto ventiquattresimo nel decathlon con 7 170 punti, nella gara poi vinta dallo statunitense Ashton Eaton con 8 893 punti.
Nel 2018, grazie al terzo posto nell'eptathlon, ottiene la prima medaglia iridata ai mondiali indoor di Birmingham 2018.
L'anno successivo diviene vicecampione del mondo ai mondiali di Doha 2019, terminando la gara alle spalle del ventenne tedesco Niklas Kaul. Nell'occasione ha realizzato il suo record personale nella disciplina con 8 604 punti.

## Palmarès
| Anno | Manifestazione   | Sede           | Evento         | Risultato | Prestazione | Note                                     |
| ---- | ---------------- | -------------- | -------------- | --------- | ----------- | ---------------------------------------- |
| 2013 | Europei under 23 | Tampere        | Salto in lungo | 21º (q)   | 7,24 m      |                                          |
| 2013 | Mondiali         | Mosca          | Decathlon      | 19º       | 7 850 p.    |                                          |
| 2015 | Mondiali         | Pechino        | Decathlon      | 10º       | 8 245 p.    |                                          |
| 2016 | Giochi olimpici  | Rio de Janeiro | Decathlon      | 24º       | 7 170 p.    |                                          |
| 2017 | Europei indoor   | Belgrado       | Eptathlon      | dnf       | dnf         |                                          |
| 2017 | Mondiali         | Londra         | Decathlon      | dnf       | dnf         |                                          |
| 2018 | Mondiali indoor  | Birmingham     | Eptathlon      | Bronzo    | 6 265 p.    | Miglior prestazione personale            |
| 2018 | Europei          | Berlino        | Decathlon      | dnf       | dnf         |                                          |
| 2019 | Mondiali         | Doha           | Decathlon      | Argento   | 8 691 p.    | Miglior prestazione personale            |
| 2021 | Giochi olimpici  | Tokyo          | Decathlon      | 15º       | 8037 p.     |                                          |
| 2022 | Mondiali         | Eugene         | Decathlon      | 7º        | 8 425 p.    | Miglior prestazione personale stagionale |
| 2022 | Europei          | Monaco         | Decathlon      | 5º        | 8 234 p.    |                                          |
| 2023 | Europei indoor   | Istanbul       | Eptathlon      | dnf       | dnf         |                                          |